# Агроном
Агроно́м (от др.-греч. ἀγρός — поле и νόμος — закон, agronomos) — специалист сельского хозяйства, обладающий всесторонними знаниями в области агрономии, получивший высшее специальное образование.

## История

### В России
В Российской империи слово «Агроном» означало хозяина в сельской местности, получившего высшее специальное образование в университете и учёную степень. Так «Агроном первого разряда» равнялся кандидату, а «Агроном второго разряда» равнялся действительному студенту университета. 
В Советском Союзе агрономом было принято называть лиц, окончивших высшую или среднюю сельскохозяйственную школу. На 1925 год в стране числилось около 3 500  агрономов, из них 800 приходилось на Украинскую ССР. 
Указом Президиума Верховного Совета Союза ССР, от 21 ноября 1953 года, «Об учреждении почётного звания "Заслуженный агроном республики"» было установлено, для высококвалифицированных агрономов машинно-тракторных станций, колхозов, совхозов, научно-исследовательских учреждений по сельскому хозяйству и сельскохозяйственных органов, имеющих выдающиеся заслуги в развитии сельского хозяйства Союза, почётное звание «Заслуженный агроном республики».

## Профессиональные функции
К профессиональным функциям агронома относятся:
- Проведение научных исследований в области агрономии.
- Изучение и внедрение передовых методов возделывания полевых, садовых, огородных культур.
- Разработка и внедрение технологий по борьбе с вредителями, болезнями растений и сорняками.
- Разработка агротехнических мероприятий, направленных на повышение плодородия почв и увеличения урожайности сельскохозяйственных культур.
- Разработка производственных планов, видов и количества посадочных культур.
- Ведение переговоров и подготовка проектов договоров на приобретение семян растений, саженцев и удобрений.
- Организация работ по выращиванию высококачественных сортовых семян и посадочного материала, созданию семенных фондов.
- Организация работ по подготовке почвы к посеву и посадке.
- Разработка мероприятий по приготовлению и внесению удобрений в почву.
- Осуществление контроля за подготовкой семян и посадочного материала.
- Организация работ по посеву полевых культур.
- Разработка планов (календарные графики по уходу за посевами).
- Контроль выполнения работ по сбору, транспортировке к местам хранения и хранению собранного урожая.
- Подготовка научной документации и отчётов.
- Осуществление руководства работниками[5].